# Разцветът на госпожица Джийн Броуди
„Разцветът на госпожица Джийн Броуди“ (на английски: The Prime of Miss Jean Brodie) е британски филм от 1969 година, драма на режисьора Роналд Ним по сценарий на Джей Пресън Алън, базиран на едноименния роман на Мюриъл Спарк.
В центъра на сюжета е учителка в частно девическо училище в Единбург от 30-те години, прилагаща неортодоксални методи на преподаване, които довеждат някои от ученичките ѝ до романтични илюзии, в един от случаите с фатален резултат. Главните роли се изпълняват от Маги Смит, Памела Франклин, Робърт Стивънс, Селия Джонсън, Гордън Джаксън.
„Разцветът на госпожица Джийн Броуди“ печели „Оскар“ за женска роля, награди на БАФТА за главна и поддържаща женска роля, „Златен глобус“ за оригинална песен и номиниран за „Златна палма“, още по една награда „Оскар“ и БАФТА и две награди „Златен глобус“.